# يان ستيوارت (عداء المسافات المتوسطة)
يان ستيوارت (بالإنجليزية: Ian Stewart)‏ هو عداء مسافات متوسطة بريطاني، ولد في 15 يناير 1949 في برمنغهام في المملكة المتحدة.

## وصلات خارجية
- يان ستيوارت على موقع الاتحاد الدولي لألعاب القوى (الإنجليزية)
- يان ستيوارت على موقع اللجنة الأولمبية الدولية (الإنجليزية)
- يان ستيوارت على موقع أوليمبيديا (الإنجليزية)
- يان ستيوارت على موقع اللجنة الأولمبية البريطانية (الإنجليزية)
- يان ستيوارت قاعة قاعة إسكتلندا للمشاهير الرياضية (الإنجليزية)